# Eric Winter
Eric Barrett Winter (* 17. Juli 1976 in La Mirada, Kalifornien) ist ein US-amerikanischer Fernsehschauspieler und ehemaliges Model.

## Leben
Winter wurde im Juli 1976 in La Mirada, Kalifornien, geboren und wuchs dort als Sohn von Wayne Winter und dessen zweiter Ehefrau Gwen auf. Er hat einen 1962 geborenen Halbbruder aus der ersten Ehe seines Vaters. Seine Cousine ist Anney Tesloyn Gomez, eine Choreographin und Sängerin. Er besuchte die Los Altos High School und studierte später an der UCLA. Er machte dort seinen Abschluss in Psychologie.
2001 heiratete Winter die Schauspielerin Allison Christine Ford; die Ehe wurde 2005 geschieden. Im November 2008 heiratete er die Schauspielerin Roselyn Sánchez, mit der er zuvor zwei Jahre liiert war. Im Januar 2012 kam ihre gemeinsame Tochter zur Welt, im November 2017 der gemeinsame Sohn.

## Karriere

### Modelkarriere
In jungen Jahren arbeitete Winter als Model. Er hatte einige hochkarätige Kampagnen, wie zum Beispiel für Tommy Hilfiger. 2004 war er neben Britney Spears in dem TV-Spot zu Spears Parfüm Curious zu sehen.

### Schauspielkarriere
Neben seiner Modelkarriere begann er 1999 mit der Schauspielerei. Zunächst war er in mehreren Gastauftritten zu sehen, bevor er im Juli 2002 als Rex Brady in der Daily-Soap Zeit der Sehnsucht bekannt wurde. Diese Rolle spielte er bis Juli 2005. Daneben war er bis 2007 in den Fernsehserien Charmed – Zauberhafte Hexen, Love, Inc. und CSI: Vegas in Gastrollen zu sehen. Eine erste Hauptrolle erhielt er 2007 als Peter Carlyle in der kurzlebigen Fernsehserie Viva Laughlin. Im selben Jahr hatte er Rollen in Wildfire und Brothers & Sisters.
2008 bekam er die Rolle des Colton Graham in Harold & Kumar 2 – Flucht aus Guantanamo sowie die Nebenrolle des Benjamin Talbot in der CBS-Fernsehserie Moonlight. Im darauffolgenden Jahr war Winter in der Liebeskomödie Die nackte Wahrheit zu sehen. Von 2010 bis 2011 spielte er die Rolle des Craig O’Laughlin in der Krimiserie The Mentalist. Bis 2013 war er in weiteren Gastauftritten in Fernsehserien wie CSI: Miami und Rizzoli & Isles sowie in dem Spielfilm Fire with Fire – Rache folgt eigenen Regeln zu sehen. Eine Nebenrolle als Luke Lourd spielte er in der kurzlebigen Fernsehserie GCB.
Im Juni 2013 ersetzte er Patrick Heusinger in der Lifetime-Mysteryserie Witches of East End. Winter spielte darin von Oktober 2013 bis Oktober 2014 die Hauptrolle des reichen Arztes Dash Gardiner, der Verlobte von Jenna Dewans Serienfigur Freya Beauchamp. Seit 2018 ist Winter als Trainer (später Sergeant) Tim Bradford in der Polizeiserie The Rookie neben Nathan Fillion zu sehen.

## Filmografie (Auswahl)
- 2002: Charmed – Zauberhafte Hexen (Charmed, Fernsehserie, Folge 5x09)
- 2002–2006: Zeit der Sehnsucht (Days of Our Lives, Fernsehserie, 682 Folgen)
- 2004: Back When We Were Grownups (Fernsehfilm)
- 2005: The Magic of Ordinary Days (Fernsehfilm)
- 2005–2006: Love, Inc. (Fernsehserie, 2 Folgen)
- 2006: CSI: Vegas (CSI: Crime Scene Investigation, Fernsehserie, Folge 6x02)
- 2006: Break-In (Fernsehfilm)
- 2007: Wildfire (Fernsehserie, 5 Folgen)
- 2007: Viva Laughlin (Fernsehserie, 3 Folgen)
- 2007–2008: Brothers & Sisters (Fernsehserie, 5 Folgen)
- 2008: Moonlight (Fernsehserie, 4 Folgen)
- 2008: Harold & Kumar 2 – Flucht aus Guantanamo (Harold & Kumar Escape from Guantanamo Bay)
- 2008: Single with Parents (Fernsehfilm)
- 2009: Die nackte Wahrheit (The Ugly Truth)
- 2010–2012: The Mentalist (Fernsehserie, 8 Folgen)
- 2010: Auch Liebe wird erwachsen (Sundays at Tiffany’s, Fernsehfilm)
- 2011: CSI: Miami (Fernsehserie, Folge 10x02 Schöner Gigolo, toter Gigolo)
- 2012: GCB (Fernsehserie, 5 Folgen)
- 2012: Fire with Fire – Rache folgt eigenen Regeln (Fire with Fire)
- 2013: Rizzoli & Isles (Fernsehserie, Folge 4x10 Speed)
- 2013–2014: Witches of East End (Fernsehserie, 23 Folgen)
- 2014: Comet
- 2016: Secrets and Lies (Fernsehserie, 8 Folgen)
- 2016–2017: Rosewood (Fernsehserie, 9 Folgen)
- 2017–2018: The Good Doctor (Fernsehserie, 2 Folgen)
- seit 2018: The Rookie (Fernsehserie)
- 2019: A Taste of Summer (Fernsehfilm)
- 2021: Fantasy Island (Fernsehserie, Folge 1x07)
- 2022: The Rookie: Feds (Fernsehserie, 2 Folgen)

## Videospiele
- 2013: Beyond: Two Souls als Ryan Clayton